# 中国人民解放军陆军坦克第十三师
坦克第十三师（英語：13th Tank Division），是中国人民解放军陆军曾经的一个坦克师，1976年撤编。

## 概述
1969年12月3日，坦克第十三师成立，下辖：
- 坦克第四十九团（前福州军区独立坦克团）
- 坦克第五十团（前济南军区独立坦克第二团）
- 坦克第五十一团（前济南军区独立坦克第三团）

1976年1月7日，坦克第十三师撤销建制，坦克第三十三团转隶陆军第二十军，坦克第三十四团转隶陆军第四十七军，坦克第三十五团转隶陆军第四十三军。

## 沿革
- 坦克第十三师——（1969年12月3日-1976年1月7日）